# Erich Meusel
Erich Meusel (* 25. November 1904 in Hohenhausen; † 16. März 1945 in Otterbach) war ein deutscher  Verwaltungsbeamter und Mitglied der NSDAP. Im nationalsozialistischen Deutschen Reich war er vom 15. August 1934 bis zu seinem Tod Bürgermeister der Stadt Bad Homburg vor der Höhe.

## Leben
Meusel wuchs im Rheinland auf und legte in St. Goarshausen das Einjährigen-Examen ab; an schließend erlangte er in Wiesbaden die Allgemeine Hochschulreife. Er studierte in Bonn und Freiburg im Breisgau Jura und Kameralwissenschaft. Dem Referendarexamen 1929 in Köln folgte eine Ausbildung im preußischen Justizdienst die ihn nach Nastätten, Wiesbaden und Frankfurt am Main führte. Im November 1933 beendete er mit dem Assessorexamen seine Ausbildung.
Meusel trat zum 1. Dezember 1931 in die NSDAP (Mitgliedsnummer 810.625) und am 15. Juni 1932 in die SA ein. Als Gerichtsassessor war er kurze Zeit wiederum am Amtsgericht Nastätten und dem Landratsamt in Frankfurt-Höchst tätig. Mitte Februar 1934 erfolgte die Ernennung zum Bürgermeister in Hochheim am Main. Im August desselben Jahres wurde er als Nachfolger des 1933 von den Nationalsozialisten entlassenen Georg Eberlein und des nur kurz amtierenden Nationalsozialisten Richard Hardt zum Bürgermeister von Bad Homburg bestellt und war zugleich Ortsgruppenleiter der Stadt. 1935 heiratete Meusel in München. Anfang 1938 wurde er zu einem zweimonatigen Militärdienst eingezogen, den er als Unteroffizier verließ. Im Juni gab er den Posten des Ortsgruppenleiters ab und wurde zu Beginn des Zweiten Weltkriegs eingezogen. Zu diesem Zeitpunkt gab Meusel auch den Bürgermeisterposten kommissarisch an den Stadtkämmerer Johannes Nöldner weiter.
1941 wurde Meusel zum Leutnant und 1943 zum Oberleutnant befördert; seit Beginn des Überfalls auf die Sowjetunion war er an der Ostfront eingesetzt. In den Rückzugsgefechten des Zweiten Weltkrieges fiel Meusel am 16. März 1945 in Otterbach in der Pfalz. Er hinterließ eine Frau und drei Kinder.
In dem 1948 stattfindenden Entnazifizierungsprozess – es ging um die Versorgungsansprüche von Meusels Witwe und der Kinder – wurde Meusel als „Belasteter“ eingestuft.

## Weblink
- Meusel, Erich. Hessische Biografie. (Stand: 28. November 2023). In: Landesgeschichtliches Informationssystem Hessen (LAGIS).